# Le Clan des bêtes
Pour plus de détails, voir Fiche technique et Distribution.
Le Clan des bêtes est un thriller britannique, irlandais et belge réalisé par Christopher Andrews et sorti en 2024,.

## Fiche technique
Sauf indication contraire, les informations mentionnées dans cette section peuvent être confirmées par les bases de données cinématographiques IMDb et Allociné,  présentes dans la section « Liens externes ».
- Titre original : Bring Them Down
- Réalisation : Christopher Andrews
- Scénario : Christopher Andrews
- Musique : Hannah Peel
- Décors : Fletcher Jarvis
- Costumes : Hannah Berry
- Photographie : Nick Cooke
- Son :
- Montage : George Cragg
- Production : Julianne Forde, Jacob Swan Hyam, Ivana Mackinnon, Ilya Stewart et Ruth Treacy
- Société de production : Tailored Films et Wild Swim Films
- Société de distribution : New Story et Charades
- Pays de production :  Royaume-Uni,  Irlande et  Belgique
- Langue originale : anglais
- Format : couleur — 2,39:1 — son 5.1
- Genre : Thriller
- Durée : 106 minutes
- Dates de sortie :
  - Canada : 
    - 8 septembre 2024 (Toronto)
    - 7 février 2025 (en salles)

  - Royaume-Uni : 18 octobre 2024 (Londres)
  - Irlande : 
    - 1er novembre 2024 (Belfast)
    - 7 février 2025 (en salles)

  - France : 23 avril 2025
  - Suisse : 7 juillet 2025 (Festival international du film fantastique de Neuchâtel)

## Distribution
- Christopher Abbott : Michael
- Barry Keoghan : Jack
- Colm Meaney : Ray O'Shea
- Paul Ready : Gary
- Nora-Jane Noone : Caroline
- Susan Lynch : Peggy O'Shea
- Aaron Heffernan : Lee
- Diarmuid de Faoite : James

## Sortie

### Accueil critique
En France, le site Allociné donne une moyenne de 3,2⁄5, d'après l'interprétation de 25 critiques de presse.

## Distinctions

### Sélections
- Reims Polar 2025 : sélection dans la catégorie Sang neuf